# Encyclopaedia Metallum
Az Encyclopaedia Metallum egy internetes weboldal, amely a metal zene és az ahhoz kapcsolódó al-műfajok együtteseit tartalmazza. 2002-ben alakította egy kanadai lány és srác, akik a "Morrigan" és a "Hellblazer" álneveket viselik. Az oldalon az adott együttesről rövid információk, teljes diszkográfiák, tagok listája, és még a zenekar logója is megtalálható. Az adatbázis a világ minden tájáról gyűjt metal bandákat. Természetesen szabályok is akadnak itt, például a NWOBHM (a brit heavy metal új hulláma) mozgalom képviselőinek nagy többségét mindig átnézik, ugyanis ezek a zenekarok többsége később áttért "lágyabb" műfajokra is (például hard rock, pop rock). Továbbá a deathcore/metalcore műfajok bandái is csak akkor kerülhetnek fel az Encyclopaedia Metallumra, ha az adott banda albumai "sokkal inkább metalosak". A nu metal műfajt képviselő zenekarok sem kerülhetnek fel az oldalra. A weboldalon hagyomány lett, hogy áprilisi tréfaként beiktattak olyan zenei társulatokat is, amelyeknek köze sincs a Metal műfajhoz, például Korn vagy Nickelback. Az oldalon gyakran előfordulnak tréfák április elsején, például 2012-ben, amikor az FBI logóját beiktatták a főoldalra, és sok felhasználó komolyan vette a dolgot, azt hitték, hogy a Szövetségi Nyomozóiroda tényleg lefoglalta az oldalt. A 2014-es tréfa pedig az volt, hogy a chilei "Hades Archer" black-metal zenekar "Penis Metal" című EP-jének hatására az oldal hímvesszők képeit ragasztgatta a lapokra. Az Encyclopaedia Metallum moderátorai között (megrendezett) veszekedések is kialakultak a 2009-es tréfa (a Korn és a Nickelback beiktatása) illetve a hímvesszős képek miatt. Humoros jellegű kommentek is születtek ilyenkor, amelyeket azonban következő napra eltávolítottak.